# توایس‌کوستر: مسیر ۱
توایس‌کوستر: مسیر ۱ (انگلیسی: Twicecoaster: Lane 1) سومین آلبوم چندآهنگه (ئی‌پی) از گروه دخترانهٔ اهل کره جنوبی، توایس است که در ۶ دسامبر ۲۰۲۴ از توسط جی‌وای‌پی انترتینمنت منتشر و توسط کی‌تی میوزیک توزیع شد.

## جدول‌های موسیقی
| جدول (۲۰۱۶)                           | بالاترین جایگاه |
| ------------------------------------- | --------------- |
| آلبوم‌های ژاپنی (اوریکون)              | ۱۰              |
| آلبوم‌های کره جنوبی (گائون)            | ۱               |
| آلبوم‌های جهانی ایالات متحده (بیلبورد) | ۳               |

| جدول (۲۰۱۶)                | جایگاه |
| -------------------------- | ------ |
| آلبوم‌های کره جنوبی (گائون) | ۵      |

| جدول (۲۰۱۷)                | جایگاه |
| -------------------------- | ------ |
| آلبوم‌های ژاپنی (اوریکون)   | ۹۶     |
| آلبوم‌های کره جنوبی (گائون) | ۸۴     |

## تاریخچه انتشار
| منطقه     | تاریخ          | فرمت(ها)                  | نسخه      | ناشر                      | منابع       |
| --------- | -------------- | ------------------------- | --------- | ------------------------- | ----------- |
| مختلف     | ۲۴ اکتبر ۲۰۱۶  | دانلود دیجیتال رسانه جاری | استاندارد | جی‌وای‌پی                   | [ ۷ ] [ ۸ ] |
| کره جنوبی | ۲۴ اکتبر ۲۰۱۶  | سی‌دی                      | استاندارد | جی‌وای‌پی                   | [ ۹ ]       |
| کره جنوبی | ۱۹ دسامبر ۲۰۱۶ | سی‌دی                      | کریسمس    | جی‌وای‌پی                   | [ ۱۰ ]      |
| تایلند    | ۱۷ مارس ۲۰۱۷   | سی‌دی + دی‌وی‌دی             | تایلند    | جی‌وای‌پی بی‌ئی‌سی-ترو میوزیک | [ ۱۱ ]      |